# المهلب بن أبي صفرة (مسلسل)
المسلسل يدور حول حياة القائد الشهير المهلب بن أبي صفرة الأزدي أحد ولاة الأمويين، حيث تتطرق الأحداث لكيفية تعيينه والياً على خراسان، ونشأته وحياته، وفترة حكمه، كما يركز العمل على القيم الداعية لنبذ العنف والتطرف الديني ونشر التسامح بين الناس.

## الممثلون
يشارك في المسلسل: 
- معتصم النهار بدور المهلب بن أبي صفرة
- منذر رياحنة بدور قطري بن الفجاءة
- ديمة قندلفت بدور رباب
- خالد القيش بدور والد أبي صفرة
- محمد قنوع بدور نافع بن الأزرق
- محمد الإبراهيمي بدور ميمون
- روبين عيسى بدور أم المهلب
- علاء قاسم بدور لقيط بن مالك الأزدي
- حمد نجم بدور عبد الملك بن مروان
- جلال شموط بدور جعونة بن مازن
- لمى ناصر بدور خيرة
- طارق الصباغ بدور يزيد بن المهلب
- لين غرة بدور ميمونة
- مرح ديوب بدور ريحانة
- مروان أبو شاهين بدور مصعب بن الزبير
- ربى الحلبي بدور عناق
- عهد ديب بدور أم قطري
- ليا مباردي بدور سارة
- هبة زهرة بدور هند بنت المهلب
- نور صعب بدور زمردة
- مالك محمد بدور الأحنف بن قيس
- إبراهيم عيسى بدور بشر بن مروان
- مازن عباس بدور مبروك
- محسن عباس بدور رجاء
- عبد الناصر مرقبي بدور حامد
- طوني موسى بدور حميد
- عبد الرحمن أبو القاسم بدور جد المهلب
- يوسف المقبل
- محمود خليلي بدور عبد الله بن الزبير
- عبد الرحمن قويدر بدور جاسر
- فادي صبيح
- يامن حجلي بدور الحجاج بن يوسف الثقفي
- إسماعيل ديركي بدور المختار بن أبي عبيد
- سامر إسماعيل
- كريم النويلاتي بدور تلال
- محمد قصاب
- كرم الشعراني
- باسل حيدر

## وصلات خارجية
- مسلسل المهلب بن أبي صفرة